# Fulgencio Batista
Generál Fulgencio Batista y Zaldívar (16. ledna 1901 – 6. srpna 1973) byl kubánský voják, politik a prezidentský diktátor.
V letech 1933–1940 byl Batista vojenským vůdcem. Od roku 1940, co zvítězil ve volbách, byl kubánským prezidentským diktátorem. Po úspěšném puči, kdy tři měsíce před volbami v roce 1952 se Batista za podpory armády opět chopil moci, zrušil volby a vládl Kubě až do převzetí moci ozbrojeným převratem skupinou vedenou Fidelem Castrem na přelomu let 1958 a 1959. Důvodem pro události spojené s politickými nepokoji byla neúspěšná povstání vysokoškolských studentů. Hnutí 26. července vedené Fidelem Castrem bylo největší z několika skupin, které se účastnily Kubánské revoluce.

## Život

### Mládí a revoluce roku 1933
Fulgencio Batista se narodil roku 1901 v Banes v provincii Holguín. Jeho otec Belisario Batista Palermo i matka Carmela Zaldívar González bojovali v kubánské válce za nezávislost. Batistovo původní křestní jméno Rubén mu dala jeho matka, po níž má i své příjmení y Zaldívar. Nicméně otec Belisario si jméno Rubén nepřál a nechal svému synovi zapsat jméno Batista. V záznamech města Banes byl Batista zapsán jako Rubén Zaldívar až do roku 1939, kdy se stal prezidentským kandidátem. Batista údajně zaplatil místní justici 15 000 pesos, aby se zahladily nesrovnalosti kolem jeho jména.

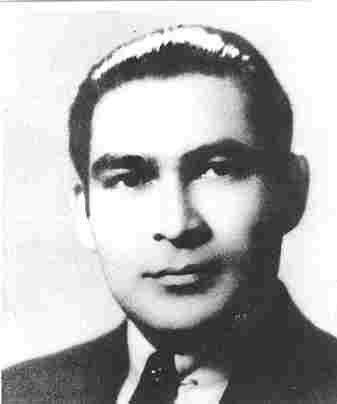
Mladý Fulgencio Batista

Protože Batista pocházel z chudých poměrů, musel začít brzy pracovat. Vzdělával se sám a též navštěvoval večerní školu. Roku 1921 odjel do Havany a vstoupil do armády, kde se naučil psát na stroji a stenografovat. V roce 1932 se stal zapisovatelem u vojenského tribunálu s hodností seržanta.
7. srpna 1933 byla generální stávkou svržena vláda nepopulárního prezidenta Gerarda Machada, když začal prosazovat tvrdé úsporné reformy. Do čela země byl vynesen Carlos Manuel de Cespedes, který byl za Machadova režimu členem jeho vlády. Cespedes, jehož politická pozice byla vratká, byl po 21 dnech odstraněn vojenským pučem kubánských poddůstojníků, vedených Fulgenciem Batistou a podporovaných studentskou organizací Directorio de Estudiantes Revolucionarios. Povstalci do čela země dosadili zástupce studentů a univerzitního profesora Ramóna Graua, který Batistu povýšil na náčelníka vojenského štábu. Batista však v čele armády začal uzurpovat moc, ze své pozice nejvyššího velitele armády ovládal celou zemi.
Jako faktický vládce ostrova musel Batista několikrát tvrdě potlačit pokusy o své svržení. Porazil například povstání Blasa Hernándeze v havanské pevnosti Atarés nebo partyzány věrné sesazenému prezidentovi Machadovi. Mnoho povstalců zajatých Batistovými vojáky bylo popraveno. Další pokus o převrat skončil útokem na Hotel Nacional de Cuba, který obsadilo mnoho bývalých armádních důstojníků Kubánského Olympijského střeleckého týmu, kteří tvrdě vzdorovali vládním oddílům. Kromě již zmíněných povstání proti Batistově krvavé vládě vypuklo ještě mnoho dalších menších revolt, které byly také potlačeny.
V lednu 1934 donutila Batistova armáda prezidenta Ramóna Graua už po sto dnech vlády rezignovat. Na jeho místo Batista dosadil Carlose Mendietu. Vláda prezidenta Mendiety, kterou uznaly Spojené státy, měla trvání 11 měsíců. Následovala vláda Josého Barneta (5 měsíců), Miguela Gómeze (7 měsíců) a nakonec následovala vláda Federica Lareda Brú, který vedl zemi od prosince 1936 až do října 1940.
Batistův diktátorský režim vyhovoval zájmům Spojených států. Batista se obával Brúovy socialistické orientace a jeho levicové reformní úsilí zastavil. V té době také začal Batista spolupracovat s americkým mafiánem Meyerem Lanskym, který na Kubě investoval do kasin.

### Prezident Kuby
Batistova šance usednout do prezidentského křesla se naskytla roku 1940. Podporován koalicí politických stran, včetně Komunistické strany Kuby, porazil svého protikandidáta Ramóna Graua v prvních prezidentských volbách nového kubánského státního zřízení. Za svého prezidentování ještě utužil vazby na USA a vypsal na Kubánce válečné daně.
Následné zvolení Graua do úřadu prezidenta roku 1944 na Kubě znamenalo první změnu moci uskutečněnou v míru za posledních dvacet let.
Fulgencio Batista žil v dalších několika letech v luxusu v Daytona Beach na Floridě. Ale již roku 1948 se vrátil na Kubu, kde v místních volbách získal křeslo v Senátu. O čtyři roky později se konaly prezidentské volby a Batista opět kandidoval na prezidenta. Nicméně hlasování zveřejněné v prosinci 1951 bylo poněkud sporné, populární časopis „Bohemia“ zveřejnil Batistu až na posledním místě. Batista, neočekávaje vítězství, proto zinscenoval puč.

### Druhý puč

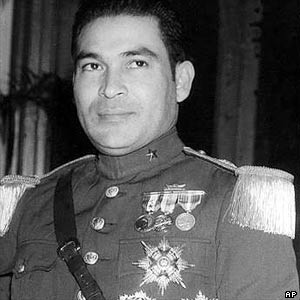
Fulgencio Batista, 1952

10. března 1952, téměř dvacet let od Vzpoury sergeantů, převzal moc na Kubě ještě jednou, tentokrát na úkor vítěze prezidentských voleb Carlose Prío Socarráse.  27. března Batistovu vládu formálně uznala americká vláda prezidenta Harryho Trumana.
Krátce po uznání Batista vyhlásil, že ačkoliv byl zcela loajální ústavě z roku 1940, ústavní záruky mohou dočasně ustoupit stejně jako právo na stávku. Všechna opozice byla pohotově a tvrdě potlačena. Batista ve velkém otevřel v Havaně cestu hazardnímu podnikání. Roku 1956, uprostřed revolučního pozdvižení, byl v Havaně postaven Hotel Riviera, kterým si gangster a Batistův osobní přítel Meyer Lansky splnil sen a dovršil svůj úspěch.

### Pád
Už jeden rok po Batistově druhém převratu malá skupina revolucionářů vedená Fidelem Castrem zaútočila 26. července 1953 na kasárna Moncada v Santiagu de Cuba. Povstání bylo však snadno odraženo. Mnoho vůdců vzpoury bylo zabito, sám Fidel a několik dalších aktérů bylo uvězněno.
Kvůli stále populárnější opozici a vzrůstajícím nepokojům manifestovaným Kubánci a kvůli jejich častějším aktům občanské neposlušnosti, tak, aby uspokojil vzrůstající znepokojení Washingtonu DC nad situací na Kubě, vyhlásil roku 1954 volby, ve kterých však jen on sám byl legálním kandidátem. Bez účasti opozice jasně vyhrál a stal se staronovým prezidentem, což zapříčinilo jen další vlnu občanských nepokojů.
15. května 1955 Batista nečekaně Fidela Castra a další uvězněné přeživší útok na Moncadská kasárna propustil. Castro ihned odjel do Mexika, kde začal vybízet k revoluci. Později byly roku 1955 studentské výtržnosti a protibatistovské protesty častým jevem. Policie s demonstranty jednala velmi brutálně. Protestující studenti z Havanské univerzity byli policií zastaveni a zmláceni včetně jejich vůdce Josého A. Echeverríi. 10. prosince byli zabiti další populární studentští předáci. Jejich pohřby se proměnily v masové demonstrace a pětiminutovou celostátní stávku.

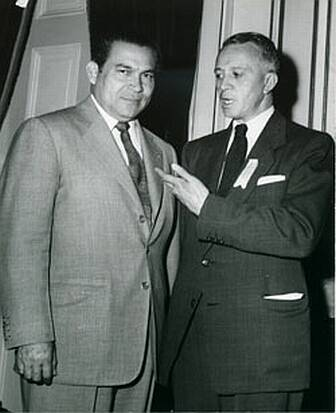
Fulgencio Batista a Mauricio Magdaleno, 1956

Namísto uvolnění útisku Batista omezil ústavní záruky a zavedl cenzuru médií. Jeho vojenská policie začala hlídkovat v ulicích a zatkla každého, kdo se jí zdál podezřelý. Koncem roku 1955 policie zvýšila počet brutálních činů beze strachu z odezvy. V březnu 1956 Batista odmítl úvahy o návrhu vypsání voleb na konec roku 1956. Byl přesvědčen, že se může vypořádat se všemi pokusy o revoluci od všech klik, které se mu postaví. V dubnu téhož roku učinil z Ramóna Barquína generála a náčelníka svého štábu. Ale bylo již pozdě. Poté, co byl Barquín informován, rozhodl se vyrazit Batistu svrhnout. 6. dubna byl puč několika set důstojníků vedený Ramónem Barquínem potlačen, protože poručík Ríos Morejón plán na převrat vyzradil. Puč zlomil páteř kubánským ozbrojeným silám, když se Batista pokoušel marně dojednat odmítnutí takzvaného spiknutí. Důstojníci byli odsouzeni k maximálním trestům, které dovolovalo kubánské stanné právo. Samotný Barquín byl odsouzen do vězení na samotku na osm let. Tzv.  La Conspiración de los Puros znamenalo uvěznění špiček velení ozbrojených sil a uzavření vojenských akademií. Barquín byl zakladatel Kubánské válečné koleje a pozdějším ředitelem Kubánské vojenské akademie a bez něj pučisté nevydrželi dále bojovat.
Batista bezstarostně pokračoval ve vládě dokonce i poté, co na Kubě přistál Fidel Castro s Che Guevarou a jejich revolucionáři a došlo k ozbrojenému konfliktu. Kvůli neustálému opozičnímu kursu Havanské univerzity vůči Batistově režimu byla univerzita 30. listopadu 1956 dočasně uzavřena a studentský vůdce Echeverría byl 13. března 1957 zabit policií. Roku 1958 se konaly volby a prezidentem byl zvolen Andrés Rivero Agüero. Jeho vláda však ztratila podporu Spojených států, což znamenalo, že dny jeho vlády byly sečteny.

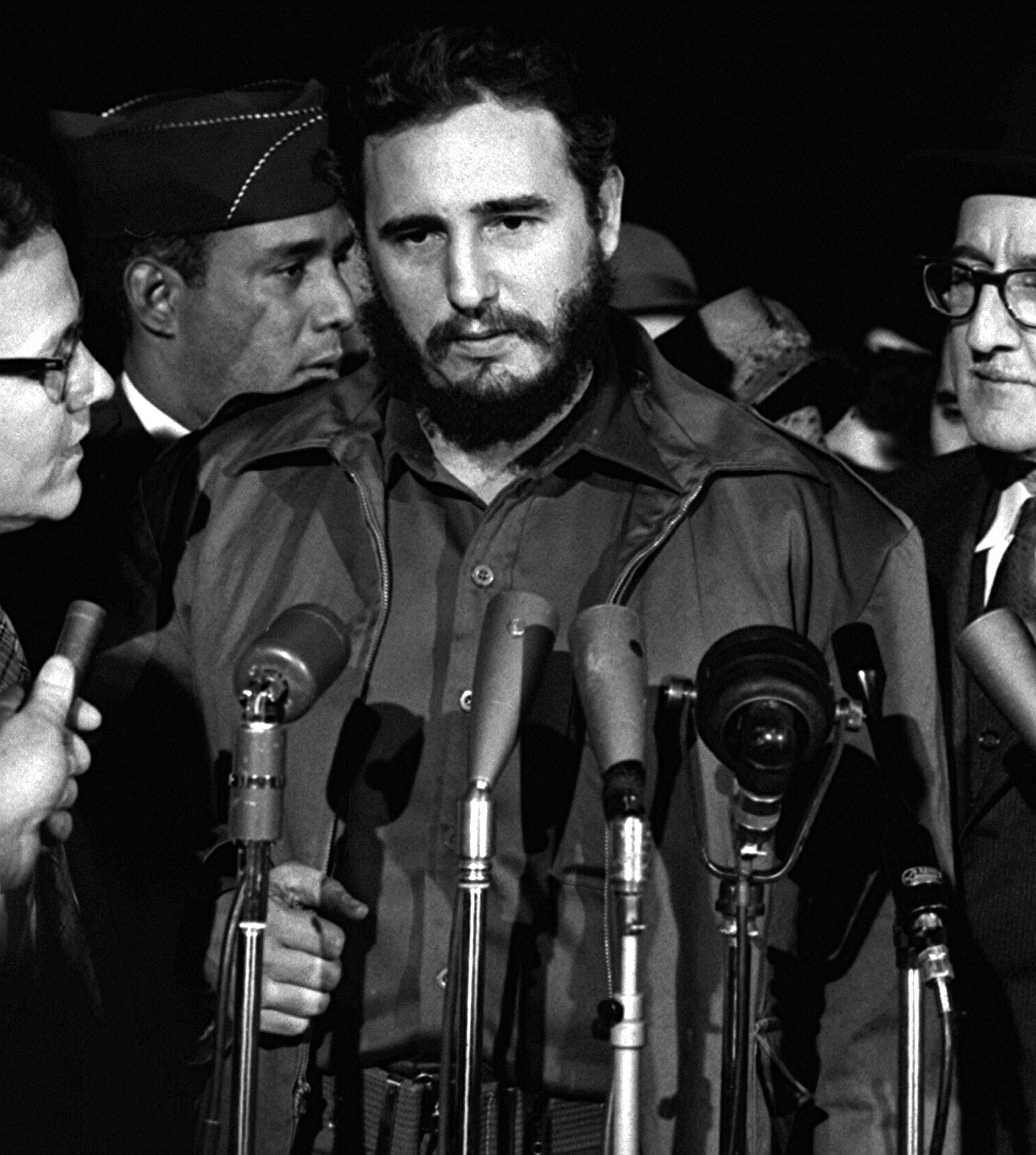
Fidel Castro, 1959

1. ledna 1959 po formálním předání vládních pozic svým zástupcům Batista posadil na letadlo zbytek své rodiny a svých nejbližších a odletěli do Dominikánské republiky. Během noci tábor Colombia opouštěla různá letadla a odvážela Batistovy přátele a spolupracovníky do New Yorku, Miami, Jacksonville a New Orleans. Batistův bratr Francisco „Panchín“ Batista zůstal ještě několik hodin a Meyer Lansky také téže noci opustil Kubu. Pro tisíce dalších Kubánců, kteří pracovali pro Batistův režim již letadlo nebylo a Kuby se zmocnili levicoví revolucionáři Fidela Castra.

### Exil a rodina
Batista poté odjel na Madeiru a odtud do Estorilu v Portugalsku, kde strávil zbytek života a psal knihy. Předsedal také Španělské životní pojišťovně, do které investoval svůj majetek a hypotéku na Španělské riviéře. Zemřel na infarkt myokardu 6. srpna 1973 v Guadalminu poblíž Marbelly ve Španělsku. Jeho manželkou byla od 10. července 1926 Elisa Godinez-Gómezová, s níž měl Batista tři děti: Mirta Caridad (1927–2010), Elisa Aleida (1933) a Fulgencio Rubén Batista Godinez (1933–2007) Později se podruhé oženil s Martou Fernández-Miranda, s níž měl syny Jorgeho a Roberta Francisca Batistu Fernándeze. Marta Fernández de Batista zemřela na infarkt 2. října 2006.

## Vyznamenání
- velkokříž speciální třídy Záslužného řádu Spolkové republiky Německo – Německo, 28. května 1957

#### Batistovy knihy
- 1939: Estoy con el Pueblo [Jsem s lidmi]. Havana.
- 1960: Repuesta. Manuel León Sánchez S.C.L., Mexico City.
- 1961: Piedras y leyes [Kameny a právo]. Mexico City.
- 1962: Cuba Betrayed. Vantage Press, New York
- 1962: To Rule is to Foresee
- 1964: The Growth and Decline of the Cuban Republic. (Blas M. Rocafort trans.) Devin-Adair Company, New York. ISBN 0-8159-5614-2
- unfinished autobiography and archive in the University of Miami’s Cuban Heritage Collection